# Čehoslovačko-jugoslavenski odnosi
|              |             |
| Čehoslovačka | Jugoslavija |

Čehoslovačko-jugoslavenski odnosi su bili povijesni dvadesetostoljetni odnosi između bivših država Čehoslovačke i Jugoslavije. Čehoslovačka i Kraljevina Srba, Hrvata i Slovenaca su oformljene po okončanju Prvog svjetskog rata kao dvije zajedničke države manjih slavenskih etničkih grupa, pri čemu je prva nastala isključivo na području bivše monarhije, a druga ujedinjenjem njezinih područja (Država Slovenaca, Hrvata i Srba i Banat, Bačka i Baranja) sa Kraljevinom Srbijom kojoj se neposredno prije pridružila i Kraljevina Crna Gora. I Čehoslovačka i Jugoslavija stvorene su nakon raspada Austro-Ugarske koja je i sama bila multinaciono carstvo, te su kroz 20. stoljeće često ostvarivale vrlo intenzivnu suradnju.

## Povijest

### Razdoblje prije nastanka nezavisne Čehoslovačke i Jugoslavije
Zahvaljujući postojanju Habsburške Monarhije, područja dviju zemalja dijelila su bogatu tradiciju gospodarske, kulturne i političke suradnje. Češke zemlje često su posjećivali studente iz Hrvatske, Bosne i Hercegovine i Vojvodine. Karlovo sveučilište u Pragu, te u manjoj mjeri i druga sveučilišta, postala su tako važni centri visokog obrazovanja za južnoslavenske studente što se u različitoj mjeri nastavilo sve do suvremenog razdoblja. Među tim studentima bili su i Veljko Vlahović, Ratko Vujović, Aleksandar Deroko, Nikola Dobrović, Petar Drapšin, Zoran Đorđević, Lordan Zafranović, Momir Korunović, Branko Krsmanović, Emir Kusturica, Ljubica Marić, Goran Marković, Predrag Nikolić, Stjepan Radić, Nikola Tesla i drugi. Češki industrijalci osnivali su nove tvrtke u južnim rubnim područjima carstva i pomagali u razvoju regije. Sam Tomáš Garrigue Masaryk bio je veliki pobornik jedinstva Srba i Hrvata, što je politički podržavao čak i prije Prvog svjetskog rata.

### Međuratno razdoblje
Čehoslovačka delegacija na Pariškoj mirovnoj konferenciji 1919. godine iznijeli su prijedlog da se između Austrije i Mađarske izdvoji dio zemlje koji bi poslužio kao koridor između dvije novoosnovane bliske slavenske zemlje. Prijedlog o formiranju takozvanog Čehoslovačkog koridora u konačnici je ipak odbijen. Prvim jugoslavenskim predstavnikom u Pragu postao je Ivan Hribar, a njegov rad u Čehoslovačkoj odobrila je lokalna vlada već u siječnju 1919. godine. Prvi čehoslovački veleposlanik u Beogradu, Antonín Kalina, dobio je suglasnost jugoslavenskog kraljevstva istog mjeseca.
1921. godine, zajedno s Kraljevinom Rumunjskom, Čehoslovačka i Jugoslavija su osnovale Malu Antantu s ciljem zajedničke obrane protiv mađarskog revanšizma i bilo kojeg nastojanja ka restauraciji habsburške dinastije. Čehoslovačka i Jugoslavija potpisale su međusobni sporazum još 4. lipnja 1920. godine. 1923. Čehoslovačka je kupila atraktivnu parcelu u Bulevaru kralja Aleksandra u Beogradu za izgradnju svoje nove diplomatske misije, a ista je 1931. godine dodatno proširena. Polaganje kamena temeljca organizirano je na dan sv. Václava Dobrog 1925. godine uz prisustvo zamjenika ministra vanjskih poslova J. Markovića, predstavnika Udruge nacionalnih manjina u Kraljevini Srba, Hrvata i Slovenaca, gradonačelnika Beograda i voditelja Odjela u Ministarstvu vanjskih poslova Čehoslovačke dr. Ribarža.
Trgovačka razmjena između dvije zemlje bila je značajna. Po cijeloj Jugoslaviji su se osnivale tvornice i podružnice tvrtke Jugočeška, koja se bavila međudržavnom razmjenom. Posebno značajan događaj zbio se 1932. godine kada je tvrtka Baťa je u selu Borovo kod Vukovara podigla svoju tvornicu. Prvi teretni automobili proizvedeni u Jugoslaviji konceptualno su potjecali od modela razvijenih u Pragu.
Čehoslovačka je Jugoslaviji isporučivala velike količine naoružanja, posebno iz strateških razloga smatrajući kako vojni saveznici trebaju imati komplementarno naoružanje. Znatan dio tog oružja korišteno je i tijekom Drugog svjetskog rata u borbama jugoslavenskih partizana. Jugoslavija je, s druge strane, isporučivala Čehoslovačkoj žito, ali i duhan i rude.

#### Šestosiječanjska diktatura
Nakon atentata u Narodnoj skupštini, kralj Aleksandar I. Karađorđević odlučio se na jednostrano djelovanje uvođenjem šestosiječanjske diktature. Time je započet proces harmonizacija do tada neujednačenog zakonodavstva u različitim dijelovima zemlje, a provedena je i nova administrativna reorganizacija države. U isto vrijeme, kako bi se spriječio otpor ovim mjerama, ograničene su ili ukinute brojne slobode, uključujući, na primjer, tajnost pošte.
Za čehoslovačke predstavnike ova nagla promjena na jugoslavenskoj političkoj sceni predstavljala je značajnu dilemu. S jedne strane, Čehoslovačka je podržavala demokraciju, ali s druge, ključni su bili prijateljski odnosi s jednim od rijetkih saveznica u regiji. Edvard Beneš je na kraju presudio dvojbu procijenivši razvoj događaja kao nužan korak na jugoslavenskoj unutarnjoj političkoj sceni, koji neće imati nikakve vanjske posljedice. Nova jugoslavenska vlada je zahvalila Benešu i potvrdila da se odnos s Čehoslovačkom ni na koji način nije promijenio državnim prevratom.
Podrška novoj vladi dovela je do zahlađenja odnosa između Hrvatske i Čehoslovačke. Službeni Prag nije bio zadovoljan tim razvojem situacije, no radi očuvanja dobrih odnosa s kraljem, odlučeno je da se ništa po tom pitanju ne poduzima. Jedini koji su kritizirali jugoslavensku monarhiju bili su komunisti putem novina Rudé právo i drugih časopisa.
Jugoslavenski tisak je pratio neke od događaja u Čehoslovačkoj, kao što su proslave sv. Václava 1929. godine, ili posebno proces s Vojtechu Tuku. Tuka je bio simbol mađarske ekspanzionističke politike i revanšizma općenito, pa su jugoslavenske novine (pogotovo hrvatske) pažljivo pratile ovu situaciju.

#### Atentat na kralja Aleksandra
Činjenica da je državni poglavar Jugoslavije ubijen u atentatu u Francuskoj izazvala je značajan šok u Čehoslovačkoj. Novine su se nekoliko dana intenzivno bavile ovom viješću dok su izrazi sućuti prevladavali su nad prethodnim sumnjama prema diktaturi.

#### Odnosi u drugoj polovici 1930-ih
Iako je čehoslovačka vlada uvijek težila prijateljskim odnosima s Jugoslavijom, tridesete godine dovele su određenog preokreta. Krajem desetljeća, Mala Antanta bila je praktički mrtva, a jugoslavenska monarhija odlučila se, iako oprezno, okrenuti snagama Osovine. Njemačka je nastojala uvjeriti Jugoslaviju da preispita svoju savezničku politiku nakon što je Čehoslovačka potpisala saveznički sporazum sa Sovjetskim Savezom. U isto su vrijeme odnosi Kraljevine Jugoslavije sa SSSR-om bili izrazito hladni sve do Drugog svjetskog rata unatoč povijesno dobrim odnosima Srbije i Rusije.
Ekonomski značaj Njemačke u trgovini s Jugoslavijom u tom je razdoblju brzo rastao. Godine 1936. tvrtka Krupp dobila je ugovor za izgradnju željezara u Zenici, čime je istisnula Škodine tvornice. 1937. godine Jugoslavija je sudjelovala u ukupnoj razmjeni čehoslovačke vanjske trgovine s udjelom od 4,4 %. (5 % izvoza, 3,7 % uvoza). Suradnja između Čehoslovačke i Jugoslavije u području turizma ipak se uspješno razvijala. 1938. na desetke tisuća čehoslovačkih turista posjetilo je Jugoslaviju, a 1937. je uspostavljena i izravna zračna linija između Praga i Dubrovnika.

#### Munchenski sporazum i okupacija Čehoslovačke
Javno mnijenje u Jugoslaviji bilo je dominantno usmjereno protiv fašizma i tadašnje Njemačke. Građani i javnost oštro su osudili Münchenski sporazum. Međutim, premijer Stojadinović je Beneša smatrao krivcem za takav ishod zbog pristanka na plan o ustupanju pograničnih područja. Neizravno je to dovelo i do ukidanja Male Antante. Brojni jugoslavenski građani, koji su u to vrijeme boravili u Čehoslovačkoj, ipak su se u atmosferi čehoslovačke mobilizacije priključili borbi na strani slovenskog saveznika. Isticali su slogane poput „Branit ćemo Češku” i „Živio Beneš”. Jugoslavensko javno mnijenje osudilo je i okupaciju Češke i Moravske u ožujku 1939. Službeni ulazak zemlje u pakt s Osovinama okončan je prevratom i ulaskom Jugoslavije u rat na strani Saveznika.

### Razdoblje Hladnog rata
I Čehoslovačka i Demokratska Federativna Jugoslavija bile su među 51 osnivačicom nove organizacije Ujedinjenih naroda. U svibnju 1945. godine obnovljene su aktivnosti veleposlanstava u Pragu i Beogradu. Prijateljski odnosi između dvije zemlje, koje je povezivala mržnja prema fašizmu, odmah su se pokazali i u novim okolnostima. Na temelju međudržavnog sporazuma, oba su veleposlanstva 13. travnja 1946. podignuta na razinu veleposlanstava. Također su osnovani konzulati (jugoslavenski u Bratislavi i čehoslovački u Zagrebu). Savez prijatelja Titove Jugoslavije počeo je djelovati u Čehoslovačkoj u ovom razdoblju. U ožujku 1946. godine Prag je posjetio Josip Broz Tito. Bio je tada zajednički gost čehoslovačkog predsjednika Edvarda Beneša i čehoslovačke vlade. U Prag je stigao vlakom zajedno sa Milovanom Đilasom, Vladislavom Ribnikarom i Vladimirom Velebitom. Tadašnji čehoslovački mediji s interesom su pratili posjetu, očekujući skori zaključak međudržavnog ugovora te nastavak dobre tradicije međuratne suradnje. Interes za Titov posjet imali su ipak prije svega čehoslovački komunisti. Rudé právo najopširnije je izvještavalo i čak objavilo niz slavljeničkih pjesama o Titu. Čehoslovačka je u tom razdoblju zauzela prvo mjesto u jugoslavenskoj vanjskotrgovinskoj razmjeni. Uvoz iz Jugoslavije fokusirao se na poljoprivredne proizvode (61,3 % uvoza), sirovine i poluproizvode (31 % uvoza) i potrošačku robu (oko 7 %). Čehoslovačka je pak slala industrijske strojeve (kojih je Jugoslaviji nedostajalo), gorivo (uglavnom ugljen) i pomagala u obnovi industrije. Jugoslavenska vlada je 1946. godine u Rumunjsku, Čehoslovačku i Albaniju poslala dodatnih 17.000 tona pšenice, čak i po cijenu da je kod kuće neće biti dovoljno. Cilj je bio pomoći prijateljskim zemljama pogođenim katastrofalnom sušom. Čehoslovački su stručnjaci pomagali u razvoju Jugoslavije na velikim projektima koji su se gradili diljem zemlje. Pripremili su prvi urbanistički plan grada Sarajeva i projektirali te nadgledali izgradnju lokalnog glavnog kolodvora.

#### Odnosi nakon 1948.
Bliski odnosi između dvije države prekinuti su nakon Titovog raskida sa Staljinom 1948. godine. Međusobni formalni diplomatski odnosi između Čehoslovačke i Jugoslavije ipak su ostali očuvani, ali međusobna trgovinska razmjena između 1950. i 1954. gotovo da nije postojala. Beograd je napustio čehoslovački veleposlanik, a ured je vodio samo otpravnik poslova. Čehoslovačka je pažljivo pratila politički sukob pro-Staljinovske i protivotovske frakcije u Jugoslavenskoj komunističkoj partiji. Kasnije je pružila azil komunistima koji su kritizirali Tita i bili lojalni Staljinu. Kritičare Titova režima predvodio ih je Slobodan Ivanović, a list Nova Borba počeo je tada izlaziti u Pragu. Čehoslovački su komunisti izložili jugoslavenske građane koji su boravili na čehoslovačkom teritoriju snažnom pritisku. Mnogi od njih studirali su u Pragu (bilo na sveučilištima ili kao radnici na obuci u čehoslovačkim tvornicama). Širile su se različite glasine o uništavanju spomenika Crvene armije u Jugoslaviji, dolasku fašizma u zemlju, utjecaju stranog kapitala, porobljavanju domaće populacije, napadima na Josifa Staljina. Čehoslovačke novine posebnu su pažnju posvetile Aleksandru Rankoviću, šefu jugoslavenske tajne policije. Rudolf Slánský javno je samo nekoliko mjeseci prije svog vlastitog kraja, Jugoslaviju nazvao „kolonijom anglo-američkih imperijalista", a Beograd kao "centar zapadne špijunaže i antikomunističke propagande”. Jugoslavenski mediji u pravilu nisu reagirali na ove napade i primarno su pratili promjene u čehoslovačkoj politici i gospodarstvu koje su se na neki način približavale decentralizaciji, posebno jugoslavenskom modelu socijalizma.
Do poboljšanja odnosa između Jugoslavije i SSSR-a došlo je 1953. godine. Čehoslovački izvoz u Jugoslaviju 1956. godine jedva je dosezao 25 % izvoza iz 1948. godine. Na izvorne vrijednosti trgovinske suradnje došlo se tek u prvoj polovici 60-ih godina. 1955. godine potpisan je novi trgovinski sporazum koji je definirao međusobnu trgovinu za razdoblje od 1956. do 1960. godine. Poboljšanje odnosa također je otvorilo mogućnosti u području turizma. Čehoslovačkim turistima ponovno su bili ponuđeni izleti na jadransku obalu, jer je agencija ČEDOK mogla obnoviti odnose sa svojim jugoslavenskim partnerima, poput Turist-Expresa i Putnika Zagreb. 1964. godine Jugoslaviju je posjetio čehoslovački predsjednik Antonín Novotný. Godinu dana kasnije Josip Broz Tito ponovno je posjetio Prag. 1964. je sklopljen i sporazum o platnom prometu kao i sporazum o pravnoj pomoći u građanskim, obiteljskim i kaznenim predmetima.

#### Praško proljeće
Period liberalizacije u drugoj polovini 60-ih godina predstavljao je za čehoslovačke komuniste priliku da se detaljnije upoznaju s jugoslavenskim ekonomskim i političkim modelom. Taj model je prošao dug put od 1950. godine, kada je usvojen Zakon o radničkom samoupravljanju. Čehoslovački komunisti su smatrali jugoslavenski model ključnim za ekonomsku i političku reformu u svojoj zemlji. Neposredno prije sovjetskog napada, u Prag je došao i glavni jugoslavenski ideolog Edvard Kardelj, koji je vrlo srdačno dočekan. Inicijativa za obnovu rada Društva čehoslovačko-jugoslavenskog prijateljstva, ukinutog 1949. godine, također je pokrenuta, a njegovo je djelovanje kratko i obnovljeno 1969. godine. Jugoslavija je podržavala reformistička nastojanja Aleksandra Dubčeka i političku liberalizaciju u Čehoslovačkoj. Za razliku od tihe suglasnosti sa sovjetskom intervencijom u Mađarskoj 1956. godine, Jugoslavija je snažno osudila invaziju Varšavskog pakta na Čehoslovačku 1968. godine. 12. srpnja 1968. godine predsjednik Jugoslavije Josip Broz Tito dao je intervju egipatskom dnevniku Al-Ahram u kojemu je izjavio da vjeruje da sovjetski vođe nisu „tako kratkovidni ljudi (...) koji bi provodili politiku sile kako bi riješili unutarnje pitanje Čehoslovačke”. Predsjednik Tito posjetio je Prag 9. i 10. kolovoza 1968. godine, samo nekoliko dana prije intervencije dok je velika grupa od 250.000 demonstranata okupljena u Beogradu nakon početka intervencije. Jugoslavija je pružila utočište brojnim građanima Čehoslovačke (mnogi na godišnjem odmoru) i političarima uključujući Otu Šika, Jiříja Hájeka, Františeka Vlasaka i Štefana Gašparika. 1969. godine u Beogradu je održan i konzultativni sastanak Pokreta nesvrstanih na kojem su rasprvaljani događaji u Čehoslovačkoj.

#### Razdoblje nakon Intervencije Varšavskog pakta
Tijekom razdoblja normalizacije često su se događali bijegovi češkoslovačkih građana u zemlje zapadne Europe, pri čemu se Jugoslavija pokazala kao pogodna tranzitna zemlja. Predstavnici Čehoslovačke nekoliko su puta neuspješno pokušali upozoriti svoje jugoslavenske kolege na neprihvatljivost propusnosti granica prema zemljama Zapadnog bloka.
Ekonomski se situacija u Jugoslaviji tijekom 70-ih i 80-ih godina pogoršavala. Kako mnoge zemlje Pokreta nesvrstanih nisu bile dovoljno likvidne za prijem industrijske robe iz SFRJ, Beograd je došao do zaključka o nužnosti dodatnog intenziviranja trgovinske s Istočnim blokom i Čehoslovačkom. Slična je bila situacija i u Čehoslovačkoj, koja je također patila od ekonomske stagnacije. Činjenica da je politička situacija u Jugoslaviji sredinom 70-ih godina išla u donekle sličnom konzervativnijem smjeru (suzbijanje MASPOK-a i srpskih liberala) kao i u Čehoslovačkoj, omogućila je bolju ekonomsku suradnju između dvije zemalje. Jugoslavija je također bila otvorena za brojne čehoslovačke disidente koji su radili u inozemstvu (Václav Havel, Milan Kundera). Čehoslovački su predstavnici kritizirali ovu praksu ali ta kritika u Jugoslaviji nije nailazila na uvažavanje.

### Odnosi nakon 1989. godine
Obje su se države suočile s rastućim ekonomskim i nacionalnim izazovima krajem 1980-ih godina, problemima koji su kulminirali nasilnim raspadom Jugoslavije u ratu koji je bio u oštrom kontrastu s mirnim raspadom Čehoslovačke. Za razliku od situacije nakon raspada Sovjetskog Saveza, gdje je Ruska Federacija bila međunarodno priznata kao jedina izravna zemlja sljednica, nijedna od bivših čehoslovačkih ili jugoslavenskih konstitutivnih republika nije postigla takav status. Češka Republika i Slovačka postigle su sporazum o zajedničkoj sukcesiji na temelju kojeg su obje morale ponovno pridružiti svim međunarodnim organizacijama i sporazumima. Češka Republika je ipak unatoč sporazumu jednostrano odlučila zadržati staru zastavu Čehoslovačke kao svoju zastavu ali je izbjegla svaku tvrdnju o tome kako je jedina izravna sljednica bivše države. U slučaju Jugoslavije, Savezna Republika Jugoslavija (Srbija i Crna Gora) prvotno je tvrdila kako je ona jedina pravna nasljednica Socijalističke Federativne Republike Jugoslavije, ali je ta tvrdnja osporena u rezolucijom Vijeća sigurnosti UN-a broj 777. Badinterova komisija utvrdila je u svom Mišljenju br. 1 kako je Socijalistička Federativna Republika Jugoslavija u procesu raspada, dok je Mišljenje br. 10 navelo kako se Savezna Republika Jugoslavija ne može zakonski smatrati nastavkom bivše SFRJ, već se radi o novoj državi. Nakon početnog otpora ovom pravnom mišljenju, Savezna Republika Jugoslavija prihvatila je zajedničku sukcesiju potpisivanjem Sporazuma o pitanjima sukcesije bivše SFR Jugoslavije. Kako je Čehoslovačka federacija nastavila postojati do 1993. godine, zemlja je uspostavila bilateralne odnose s nekim novim neovisnim i priznatim postjugoslavenskim državama tijekom 1992. godine.
- Nekadašnje Veleposlanstvo Jugoslavije u Pragu, danas Veleposlanstvo Srbije.
- Nekadašnje Veleposlanstvo Čehoslovačke u Beogradu, danas Veleposlanstvo Češke.